# Hibsä
Hibsä (En Húngaro-Magyar: Hibssö, en castellano: Ibsa, en eslovaco: Hivšäyk, en Rumano: Hjbşă, en Casubio: Hibszëskô, en Alemán: Hibsä, en Esloveno: Hivšayk)
, se dice que es un apellido askenazí, aunque también existen personas sin descendencia semita con este apellido; se encuentra por toda la superficie de la ex-Yugoslavia, y la extinta Checoslovaquia.
Se sabe que desciende de las tierras de Casubia, e incluso se han encontrado vestigios de este apellido en Sibiu. Existen dos maneras de pronunciar correctamente este apellido al momento de transcribirlo al castellano, las cuales serían Jibssá, e Hibsai.
Actualmente esta “familia”, por decirlo de una manera, está difundida mayormente en Europa, y algunos países latinoamericanos tales como México, y Brasil, aunque se podría decir que es un apellido en decadencia.